# الصحراء الإسبانية

الحماية الفرنسية على المغرب والصحراء الإسبانية عام 1924م.

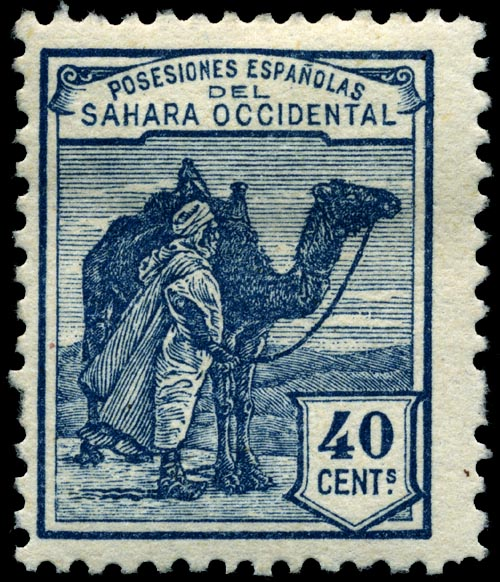
الطابعة الإسبانية صدرت عام 1924م، عن ثقافة الصحراء الغربية خلال فترة الإستعمار الإسباني.

الصحراء الإسبانية (بالإسبانية:Sáhara Español)، وكانت التسمية الإسبانية (بالإسبانية: Provincia Ultramarina del Sáhara Español) وتعني إقليم الصحراء الإسبانية ما وراء البحار، وعاشت في فترات طويلة منذ عام 1884م إلى انسحاب القوات الإسبانية نهائياً عام 1975م.

## التاريخ

### الاحتلال
- 1883: تشكيل الشركة التجارية الأسبانية الخاصة بإفريقيا والمستعمرات برئاسة الجنرال مانويل كاسولا بهدف تنمية العلاقات التجارية الأسبانية مع أفريقيا وإنشاء مراكز تجارية وتنظيم خدمات القوات العاملة في المنطقة، وكان وراء تأسيس هذه الشركة عدد كبير من رجال الأعمال الذين كانت تدفعهم إلى ذلك الرغبة في الحصول على الربح التجاري من وراء توسع النفوذ الأسباني في أفريقيا.
- بداية 1884: الشركة تقيم جسرا عائما في خليج وادي الذهب.
- 30 مارس 1884: الشركة الأسبانية تعقد أول اجتماع لها، والملك الإسباني ألفونسو الثاني عشر يساهم في الشركة بمساهمة قدرها 300 الف بسيتا.
- وفي يونيو 1884: الشركة تبعث ملتمسا لمجلس النواب الإسباني «الكورتس» تدعوه إلى العمل على انتهاج سياسة استعمارية أكثر ديناميكية في أفريقيا.
- 10 يونيو 1884: مرسوم ملكي أسباني يضع كل الشاطئ الواقع بين الرأس الأبيض وبوجدور تحت مسؤولية وزارة ما وراء البحار في مدريد.
- سبتمبر 1884: إرسال بعض الصيادين الكناريين للتفاوض مع سكان وادي الذهب والرأس الأبيض.
- نوفمبر 1884: الشركة الأسبانية لأفريقيا والمستعمرات توفد مبعوثها «اميلو بونيللي»، إلى الشواطئ الصحراوية قصد دراستها، وفي نفس الوقت حكومة «كانوفاس ديل كاستيو» توافق على دعم هذه المهمة.
- 28 نوفمبر 1884: توقيع اتفاقية بين اميلو – ممثل الشركة الأسبانية وسكان المنطقة، وبموجب الاتفاق تم إنشاء دار في الرأس الأبيض على الساحل الصحراوي لهذا الغرض.
- 26 ديسمبر 1884: بمقتضى المرسوم الملكي تم تأسيس لجنة «ريجيا للصحراء»، التي أقامت لها مراكز في مدينة الداخلة التي سمتها فيلا سيسينروس، واتخذتها عاصمة للمنطقة يتم منها الانطلاق إلى باقي الأقاليم.
- يناير 1885: نفس الشركة تقوم ببناء مدينة بوجدور.
- 26 فبراير 1885: توقيع اتفاقية برلين الشهيرة حول تقسيم مناطق النفوذ في أفريقيا بين القوى الاستعمارية.

### المقاومة
- 09 مارس 1885: المقاومون الصحراويون ينظمون الهجوم على بنايات المدينة ويهدمونها ويقتلون العديد من الموظفين الأسبان، ويخربون عددا من المخازن للشركة الإسبانية.
- 1885: وحدة عسكرية تتمركز بمدينة الداخلة، وتتعرض لبعض الهجومات من طرف الصحراويين.
- يناير 1886: قوة بحرية إسبانية تتمركز في جزر الكناري بهدف تقوية السيادة الأسبانية على الشاطئ الغربي من أفريقيا.
- مارس – أبريل 1886: الرحالة الأسباني، «بلاسكو دي كاراى» يقوم برحلة استكشافية لمنطقة الساحل الصحراوي الواقع بين وادي درعة في الشمال وراس بوجدور في الجنوب، ويوقع مع بعض زعماء القبائل الصحراوية اتفاقية بموجبها تصبح المنطقة تحت «حماية» الشركة الأسبانية.
- 1886: بدء المفاوضات بين فرنسا وإسبانيا لرسم الحدود بين مستعمراتهما في إفريقيا.
- 26 أكتوبر 1886: اختتام محادثات اللجنة الفرنسية – الإسبانية المكلفة بوضع الحدود الفاصلة بين المستعمرات الفرنسية والإسبانية في باريس.
- 06 أبريل 1887: مرسوم أسباني بموجبه تم ضم 250 كلم من الدواخل إلى سيطرة الإدارة الأسبانية الجهوية في الداخلة ومسؤولية الحاكم العام لجزر الكناري.
- 1898: الشيخ ماء العينين يشيد مدينة السمارة.
- 27 يونيو 1900: عقد اتفاقية باريس بين إسبانيا وفرنسا والتي بموجبها رسمت الحدود الشرقية والجنوبية لمنطقة وادي الذهب.
- 2 مايو 1905: هجوم صحراوي على الحامية الفرنسية بتجقجه في موريتانيا.
- من مارس إلى سبتمبر 1908: سجل الرائد الفرنسي غورو في مذكراته 125 هجوماً للمقاومين الصحراويين أدت إلى مقتل 200 جندي فرنسي من بينهم ثلاثة ضباط وخمسة ضباط صف.
- 14و 15 يونيو 1909: مئة وخمسون مقاوماً صحراوياً يخوضون معارك ضارية ضد الفرنسيين في جنوب الصحراء الغربية وكان نصر الصحراويين كبيراً وتم الاحتفال به في منطقة تيرس.
- 27 تشرين الثاني 1912: اتفاق فرنسي إسباني آخر يحدد حدود الصحراء الغربية.
- 10 يناير 1913: هاجم المقاومون الصحراويون حامية لبيرات الفرنسية مما أدى إلى مقتل 55 جندي فرنسي وغنم 105 بنادق و20.000 صندوق من الذخيرة و500 جمل كما استشهد 14 مقاوماً.
- 09 فبراير 1913: الضابط الفرنسي موري ينظم حملته المشهورة قصد متابعة الصحراويين في مجموعة قوامها 400 رجل والتي اجتازت الحدود الصحراوية بدون إذن مسبق وبعد أن عبرت القوة الفرنسية منطقة زمور هاجمت مدينة السمارة.
- 28 مارس 1913: احتلال مدينة السمارة من طرف القوات الفرنسية بقيادة الكولونيل موريت وتدميرها بعد حرق مكتبتها التي تحتوي على أكثر من 5000 آلاف كتاب ومخطوط يدوي.
- 1916-1920: شهدت المنطقة خلق مركزين تجاريين أسبانيين على الشواطئ الصحراوية.
- 1919: القوات الفرنسية تشرع في هجماتها المضادة ضد الصحراويين انطلاقا من موريتانيا والجزائر.
- 1917: شملت حرب المقاومة كل التراب الصحراوي، وبإلقاء نظرة على الرسالة المشفرة التي بعث بها القائد العام للقوات الفرنسية من سان لويس (السنغال) إلى كل وحداته، والتي جاء فيها: «اعتبروا أنفسكم في حالة الطوارئ القصوى ونفذوا في الحال مخطط الدفاع رقم: 2».
- 1920 : تكوين اللفيف الأجنبي بهدف مساعدة وحماية المصالح الأسبانية فيما وراء البحار.
- 30 أكتوبر 1920: «بنس» الحاكم الأسباني على وادي الذهب، يتلقى التعليمات من وزير الدولة باحتلال مدينة لكويرة، حيث توجه الضابط ومعه ثلاثة ضباط وخمسون جنديا من القوات الأسبانية لتنفيذ المهمة، وقام بوضع العلم الأسباني فوق المنطقة، وكان بنس وقتها مكلفا بمسؤولية المراكز الإسبانية الثلاثة في المنطقة (طرفاية، الداخلة، لكويرة).
- 3 فبراير 1925: هاجم المقاومون الصحراويون الحامية العسكرية الإسبانية ببوجدور.
- 1926: اقامة أول مركز صحي أسباني في مدينة الداخلة.
- 07 سبتمبر 1931: وقوع معركة الشظمان قرب أطار بين الصحراويين والفرنسيين.
- 1931: معركة اغوينيت بين المقاومين الصحراويين والقوات الفرنسية، تكبدت خلالها القوات الفرنسية خسائر كبيرة.
- 18 أغسطس 1932: وقوع معركة ام التونسي، التي خاضها المقاومين الصحراويين ضد القوات الفرنسية، تم خلالها قتل ملازم أول أسباني و05 ضباط وعدد من المجندين في صفوف القوات الفرنسية.
- أكتوبر 1932: الوزير الأول الفرنسي يزور إسبانيا، ويتناقش مع السلطات في مدريد حول كيفية التغلب على المقاومة الصحراوية.
- 1933 معركة توجونين.
- 1933 معركة ميجك التي استشهد فيها علي ولد ميّارة.
- 1933 معارك شرواطة التي روعت الفرنسيين في الكثير من مواقعهم ومراكزهم..
- فاتح ماي 1934: وحدة عسكرية إسبانية تنطلق من مدينة العيون وتحتل مدينة الدورة.
- 15 ماي 1934: الوحدة العسكرية الأسبانية تصل مدينة السمارة، وتقوم بإنشاء أول قاعدة عسكرية بالمدينة للجيش الأسباني.
- 1934: بداية التنسيق الفعلي الأسباني – الفرنسي وعرفت هذه السنة عملية ما أطلق عليه الاقاصي التي شاركت فيها القوات الأسبانية والفرنسية، بهدف إخماد المقاومة الصحراوية.

### السيطرة الإسبانية الكاملة
- 1936 استتباب الأمن في وسط الصحراء الغربية، واحتلال إسبانيا لشمال المنطقة بعد التمكن من إخماد جذوة المقاومة إلى حين.
- 1940: تشييد مدينة العيون على بعد 19 كلم من المحيط الأطلسي بعد أن اكتشف المقدم الأسباني ديل اورو مصدرا ضخما للمياه.
- 1947: الجيولوجي الأسباني، مانويل اليامدنيا، يكتشف وجود مناجم الفوسفات في منطقة بوكراع قرب العيون.
- 1950: الجنرال فرانكو يزور مدينة العيون.

### بداية التحرر
- 15فبراير1957: 200 مقاوم صحراوي يشنون هجوما على دورية فرنسية قرب بئر ام اكرين ويقتلون منها 03 ضباط و20 جنديا.
- 26 فبراير 1957: ضباط القوات الفرنسية في شمال أفريقيا يعقدون اجتماعهم في تندوف قصد تنسيق عمل القوات الفرنسية المتواجدة في الجزائر وموريتانيا والمغرب لمواجهة المقاومة الصحراوية.
- فاتح يونيو 1957: المختار ولد داداه الرئيس الموريتاني يعلن مطالب بلاده في الصحراء الغربية.
- 12 يوليوز 1957: الحاكم العام الأسباني في الصحراء " كوميزارة ولاو " يجتمع مع الجنرال بوركوند " في مدينة الداخلة، ويتمخض عن الاجتماع الاتفاق على التنسيق العسكري بين الطرفين، والسماح للقوات الفرنسية بملاحقة المجاهدين الصحراويين مسافة 80 كلم داخل الصحراء وعلى ان تحلق الطائرات مسافة 100 كلم فوق المنطقة.
- 14 نوفمبر 1957: المغرب يطالب رسميا في الأمم المتحدة بضم موريتانيا والصحراء الغربية.
- 23 نوفمبر 1957: 07 مراكز حدودية إسبانية تتعرض لهجمات المقاومين الصحراويين.
- 29 نوفمبر 1957: المقاومون الصحراويون يداهمون منارة راس بوجدور ويتمكنون من أسر وقتل عدد من الجنود الأسبان.
- 03 ديسمبر 1957: وزير الحربية الأسباني يصرح في مدريد، ان قافلة أسبانية تعرضت للهجوم من طرف الصحراويين قرب مدينة العيون.
- 11 ديسمبر 1957: إسبانيا تقوم بإخلاء العديد من المراكز المتقدمة بهدف تنسيق عمل القوات الإسبانية ضد المقاومين الصحراويين، في حين تعلن الحكومة الأسبانية ان قواتها فقدت في المنطقة 62 جنديا أثناء تلك الفترة.
- 19 ديسمبر 1957: الضباط الفرنسيون ينظمون عددا من اللقاءات حول تبادل المعلومات بين هيئة الأركان وضباط القوات الفرنسية في المنطقة، هدفها رصد تحركات المقاومين الصحراويين، في وقت كانت القوات تتأهب لشن الهجوم المضاد الواسع في الصحراء الغربية عملية «اركان».
- 22 ديسمبر 1957: مواجهات عنيفة بين القوات الأسبانية والمقاومين الصحراويين على بعد 20 كلم من مدينة العيون.
- يناير – فبراير 1958: التحضيرات تكتمل لبدء عمليات اركان المشتركة بين القوات الإسبانية والفرنسية بهدف تمشيط المنطقة من المقاومين الصحراويين.
- 10 يناير 1958: مرسوم أسباني صادر عن الحكومة بموجبه تصبح الصحراء الغربية مقاطعة إسبانية، والعيون عاصمتها الإدارية.
- - المواقع الأسبانية في العرقوب تتعرض للهجوم من طرف المقاومين الصحراويين.
- 13 يناير 1958: دورية من اللفيف الأجنبي الأسباني تغادر العيون بهدف القيام بمهمة متابعة، تقع في كمين نصبه المجاهدون الصحراويون في الدشيرة على بعد 20 كلم، والمعركة تتواصل طيلة يوما كاملا.
- - الاستعدادات جارية واللقاءات تتكثف بين الفرنسيين والإسبان بكل من لاس بالماس ودكار، حيث وضع الضباط الفرنسيون والإسبان اللمسات الأخيرة لمخطط عمليات «اركان».
- 10 فبراير 1958: القوات الأسبانية المحمولة تغادر مدينة العيون والطرفاية في حين تنطلق القوات الفرنسية من تندوف وشمال موريتانيا وتجتاز الحدود باتجاه الساقية الحمراء، من اجل تنفيذ الهجوم المشترك الأسباني الفرنسي ضد المقاومة وجيش التحرير في المنطقة «عمليات اركان».
- 20 إلى 24 فبراير 1958: القوات الفرنسية تتقدم باتجاه منطقة واد الذهب وتتمركز في بئر انزران واوسرد وازميلة اغراشة وغيرها من المناطق.
- 25 فبراير 1958: ملك المغرب محمد الخامس يتبنى علنيا المطالبة بالصحراء الغربية حيث قال في خطابه في مدينة لمحاميد انه سيواصل العمل من أجل بسط السيطرة على الصحراء الغربية.
- 16 ديسمبر 1958: المختار ولد دداه يحث الحكومة الفرنسية على التدخل عسكريا ضد المقاومة الصحراوية بمنطقة واد الذهب.
- 26 ديسمبر 1958: الحكومة الأسبانية تسن قانونا جديدا يحدد شروط الاستثمارات البترولية في الإقليم بالنسبة للشركات، حيث وضعت الشركات الأمريكية والإسبانية خطة للتنقيب عن البترول.
- 30 ديسمبر 1958: الجنرال «كوزين» يقدم عرضا عن الوضع في المنطقة أثناء اجتماع مشترك لعدد من الوزراء الفرنسيين في باريس، خصوصا حول نتائج عمليات «اركان»
- 25 يونيو 1959: مرسوم حكومي أسباني يحدد شروط الاستثمارات الأجنبية في الصحراء الغربية.
- 1960: بدء التنقيب عن البترول في المنطقة والدراسات تدل على وجوده في بعض المناطق مثل، افيم الواد بالساقية الحمراء، بعد أن اكتملت الدراسات حول الموضوع من طرف بعض الشركات الأجنبية والإسبانية، بدأت الأمم المتحدة تهتم بالوضع في الصحراء الغربية، طبقا للائحة 1514 المتعلقة بمنح الاستقلال للشعوب والدول المستعمرة.
- 19 أبريل 1961 : إسبانيا تصدر القانون المتعلق "بالصحراء الغربية والذي بموجبه تم وضع قانون نص على تمثيل المنطقة بثلاث أعضاء (الكورتيس)، بالإضافة إلى إنشاء مجلس المقاطعة الذي يضم 14 عضوا على ان تصبح العيون عاصمة الإقليم الإدارية.
- 18 ماي 1961 : بدأت إسبانيا بتقديم المعلومات للأمين العام للأمم المتحدة حول مستعمراتها في أفريقيا.
- 06 يوليوز 1961: تم رسم الحدود بين الجمهورية الجزائرية " التي كانت تمثلها انذاك الحكومة المؤقتة وملك المغرب في الرباط.
- 1962: بدأت إسبانيا الشروع في عملية استغلال مناجم الفوسفات في المنطقة، بعد أن أكدت الدراسات وجود كميات هائلة من هذا المعدن في منطقة بوكراع " وتم إنشاء الشركة الوطنية للمعادن الصحراوية، والتي قامت بمهمة البحث عن رؤوس لدى الشركات الأجنبية العملاقة.
- 29 نوفمبر 1962: مرسوم أسباني جديد يحدد مشكلة السلطة وطبيعة النظام في الإقليم.

### مبدأ تقرير المصير
- 1963: إسبانيا تعترف بمبدأ تقرير المصير وحق الشعب الصحراوي في ممارسته، امام الجمعية العامة للأمم المتحدة، حيث أعلنت قبولها ادراج الصحراء الغربية ضمن لائحة الأقاليم غير المتمتعة بالحكم الذاتي، وهي القائمة التي أعدتها لجنة تصفية الاستعمار.
- ماي 1963: أول انتخابات محلية تجري في الإقليم لانتخاب المستشارين المحليين في مدن العيون، السمارة، ولكويرة.
- 25 ماي 1963 : الدول الإفريقية الموقعة على ميثاق الوحدة الإفريقية في أديس أبابا تعلن عن نيتها وإخلاصها في العمل بدون تحفظ لدعم كل الأقاليم الإفريقية التي لم تتمتع بعد بالاستقلال، والملاحظ أن المغرب لم يوقع على الميثاق إلا بعد مضي أربعة أشهر كما أنه تغيب عن القمة التأسيسية للمنظمة احتجاجا على حضور وفد عن جمهورية موريتانيا الإسلامية التي يطالب المغرب بانضمامها إليه.
- سبتمبر 1963 : ممثلا المغرب وموريتانيا في الأمم المتحدة يثيران مسالة المطالبة بالصحراء الغربية.
- 18 نوفمبر 1963: رئيس المجلس الصحراوي رفقة 05 من القادة الصحراويين يقومون بنقل ملتمس إلى الأمم المتحدة حول الصحراء الغربية.
- 17الى 21 يوليوز 1964: قمة رؤساء منظمة الوحدة الإفريقية المنعقد في القاهرة تتبنى لائحة حول تصفية الاستعمار من الإقليم.
- 1964: اكتشاف 32 بئرا للنفط في منطقة افيم الواد قرب العيون.
- 06 أكتوبر 1964: اللجنة الرابعة المكلفة بتصفية الاستعمار تعرب عن اسفها ضمن لائحة أصدرتها حول الصحراء الغربية وايفني عن عدم تطبيق إسبانيا للإجراءات التي من شانها تطبيق اللائحة 1514 وتدعو إلى الإسراع في تطبيقها.
- 1965: التنقيب عن المعادن يدل على وجود معدن الحديد في المناطق الوسطى وكذلك منطقة الداخلة.
- 16 ديسمبر 1965: الجمعية العامة للأمم المتحدة تتبنى بأغلبية 100 صوت مقابل صوتين القرار رقم 2072 الذي يطالب إسبانيا بصفتها القوة المديرة باتخاذ الاجراءات اللازمة لتحرير الإقليم من السيطرة الاستعمارية.
- 1966: لجنة تصفية الاستعمار تتوصل لأول مرة بملتمس مكتوب حول الصحراء الغربية.
- 21 مارس 1966: 800 من الزعماء الصحراويين يبعثون بملتمس وثيقة إلى الأمم المتحدة، يعلنون من خلالها رفضهم لأي تدخل اجنبي، ويطالبون من جهة أخرى الأمم المتحدة إرسال لجنة لتقصي الحقائق.
- يونيو 1966: المغرب يقترح امام لجنة تصفية الاستعمار ضرورة استقلال الصحراء الغربية، وفي نفس الوقت تطلب موريتانيا بفتح المفاوضات مع إسبانيا حول الموضوع.
- 08 سبتمر 1966: إسبانيا توجه رسالة إلى اللجنة الرابعة تقترح فيها تطبيق مبدأ تقرير المصير واتخاذ الإجراءات اللازمة من طرف الأمم المتحدة لتمكين الشعب الصحراوي من ممارسة حقه في تقرير المصير.
- 31 أكتوبر إلى 04 نوفمبر 1966 : مجلس وزراء منظمة الوحدة الإفريقية يصدر لائحة حول المستعمرات الأسبانية في إفريقيا.
- نوفمبر 1966: الأمم المتحدة تستمع إلى تقديم أربعة عرائض حول الصحراء الغربية.
- 20 ديسمبر 1966: الجمعية العامة للأمم المتحدة تتخذ قرار حول الصحراء الغربية الذي يطالب بالإجراءات اللازمة لتنظيم استفتاء تحت إشراف منظمة الأمم المتحدة، يمارس من خلاله الصحراويون حقهم في تقرير المصير.
- 11 ماي 1967: الحكومة الأسبانية تصدر مرسوما ينص على إنشاء الجماعة الصحراوية التي يناط بها عمل تمثيل سكان لصحراء الغربية
- 19 ديسمبر 1967: صدر القرار رقم 2354 عن الجمعية العامة، الذي ألح على ضرورة ان تطبق إسبانيا مبدا تقرير المصير للشعب الصحراوي.

### تأسيس حركات الاستقلال
1968 ـ 1970: انبعاث الحركة الوطنية الصحراوية من جديد وتأسيس الحركة الطليعية لتحرير الصحراء بزعامة محمد سيدي إبراهيم بصيري.
18 ديسمبر: الجمعية العامة للأمم المتحدة تصدر قرارا جديدا حول الصحراء الغربية.
1969: مجلس وزراء منظمة الوحدة الإفريقية يتبنى اللوائح الصادرة عن الأمم المتحدة حول تقرير المصير في الصحراء الغربية.
28 غشت – 06 سبتمبر: مجلس وزراء منظمة الوحدة الإفريقية يتبنى لائحة حول تصفية الاستعمار والتمييز العنصري
16 ديسمبر: الجمعية العامة تطالب في لائحة حول الصحراء الغربية إسبانيا بتطبيق مبدا تقرير المصير في المستعمرة.
1970: 27 فبراير – 06 مارس: مجلس وزراء منظمة الوحدة الإفريقية يتخذ قرارا حول تصفية الاستعمار من الصحراء الغربية. وفي مارس: قائد المنظمة الطلائعية لتحرير الصحراء الغربية، محمد بصيري، يوجه مذكرة إلى الحكومة الأسبانية يطالب فيها بمنح استقلال الصحراء الغربية.
17 يونيو 1970: انتفاضة الزملة التاريخية (في مدينة العيون) ضد أسبنة الصحراء مطالبة بالاستقلال، وقد انتهت هذه المظاهرة ببحر من الدماء، كما أعتقل مئات من المواطنين من بينهم زعيم الحركة.
14 سبتمبر: قمة رؤساء المغرب وموريتانيا والجزائر في انواذيبو الموريتانية، تقرر تنسيق العمل سياسيا ودبلوماسيا من اجل تحرير الصحراء الغربية من الاستعمار الأسباني، والرؤساء الثلاثة يعربون عن تأييدهم لحق الشعب الصحراوي في تقرير المصير والاستقلال، وتم تشكيل لجنة ثلاثية لتنسيق العمل.
19 سبتمبر: الرئيس الموريتاني والجزائري يؤكدان في بيان مشترك في نواقشوط عزم البلدين على العمل من اجل تحرير الصحراء الغربية، وتطبيق القرارات الأممية حول حق تقرير المصير.
20 نوفمبر: إسبانيا تعلن في الأمم المتحدة عن قبولها فكرة الاستفتاء وتشترط لذلك ضرورة الاتفاق مع الدول المجاورة على ان يجرى تحت إشراف ملاحظين دوليين حتى يتمكن السكان من ممارسة حقهم في تقرير المصير.
1972: بدء استخراج الفوسفات من مناجم الفوسفات حيث وصل الإنتاج السنوي إلى 2,3 مليون طن.
- زعيم الثورة الليبية، العقيد معمر القذافي يصر في «أطار» ان بلاده سوف تدعم الصحراويين في كفاحهم من اجل تحرير الصحراء الغربية من الاستعمار الأسباني، ويحث حكومة فرانكو على الانسحاب من الإقليم.
مارس – ماي: تنظيم مظاهرات في الطنطان تندد بالمجازر التي ارتكبتها السلطات الأسبانية يوم 17 يوينو في مدينة العيون.
- الولي مصطفى السيد، مؤسس الجبهة الشعبية لتحرير الساقية الحمراء ووادي الذهب يجري بعض الاتصالات السياسية مع بعض الاحزاب السياسية في المغرب.
10 ماي 1973: تأسيس الجبهة الشعبية لتحرير الساقية الحمراء ووادي الذهب (جبهة البوليساريو).
20 مايو 1973: اندلاع الكفاح المسلح ضد الاستعمار الإسباني: بقيادة جبهة البوليساريو .
5 نوفمبر/تشرين الثاني 1975: أعطى الملك المغربي الراحل الحسن الثاني إشارة انطلاق المسيرة الخضراء التي شارك فيها نحو 350 ألف مدني مغربي أعزل، لا يحملون سوى المصاحف وأعلام المغرب،  تطوعوا من جميع أنحاء البلاد استجابة لنداء الملك القاضي باسترجاع الجزء الجنوبي من تراب البلاد، والذي كان لا يزال تحت الاستعمار الإسباني رغم مرور 20 عاما من إنهاء معاهدة الحماية التي كانت تخوّل كلا من فرنسا وإسبانيا تقاسم المغرب بينهما كدولتين مستعمرتين.   